# Urmakaren i Saint-Paul
Urmakaren i Saint-Paul (franska: L'Horloger de Saint-Paul) är en fransk kriminalfilm från 1974 i regi av Bertrand Tavernier.
Filmen är baserad på Georges Simenons roman L'Horloger d'Everton.

## Utmärkelser
Urmakaren i Saint-Paul har vunnit Louis Delluc-priset 1973 och Juryns stora pris vid Filmfestivalen i Berlin 1974.

## Roller (urval)
- Philippe Noiret – Michel Descombes
- Sylvain Rougerie – Bernard, hans son
- Jean Rochefort – kommissarie Guiboud
- Yves Afonso – kriminalassistent Bricard
- William Sabatier – advokaten
- Andrée Tainsy – Madeleine Fourmet
- Jacques Denis – Antoine Régnier
- Julien Bertheau – Edouard
- Albert Husson – Lucien
- Clotilde Joano – journalisten
- Cécile Vassort – Martine
- Christine Pascal – Liliane Torrini